# Olena Holosja
Olena Stvorennja Holosja (ukrainska:Олена Створення Холоша), född den 26 januari 1982 i Tjerkasy i Ukrainska SSR i Sovjetunionen, är en ukrainsk friidrottare som tävlar i höjdhopp.
Holosja vann brons vid EM 2012 i Helsingfors i det som var hennes första stora tävling efter att hon födde sin dotter.
Holosja vann det ukrainska mästerskapet i höjdhopp 2008. 
Holosha är 186 cm lång och väger 60 kg

## Personliga rekord
- Höjdhopp utomhus - 1,96 meter (17 juni 2012 i Mykolajiv)
- Höjdhopp inomhus - 1,92 meter (24 januari 2007 i Zaporizjzja)